# Tremella
Tremella és un gènere de fongs de l'ordre dels tremel·lals (Tremellales), família Tremellaceae. Totes les espècies de Tremella són paràsites d'altres fongs i la majoria produeixen estadis anamorfs. Els basidiocarps (cosso fructífers), quan es produeixen, són gelatinosos i col·loquialment se'n diuen "fongs gelatinosos". N'hi ha ha unes 170 espècies de les quals dues, Tremella fuciformis i Tremella aurantialba, es cultiven comercialment com aliment.

## Taxonomia

### Història
Tremella va ser un gènere creat per Linnaeus en el seu Species Plantarum de 1753. Aquest nom prové del llatí tremere que significa "tremolar".
Linnaeus ubicà Tremella dins Algae, junt amb altres de creixement gelatinós incloent algues marines, cianobacteris i mixomicets a més de fongs. Va ser Persoon qui va revisar Tremella el 1794 i 1801, reposicionant el gènere dins del fongs.
L'espècie tipus és Tremella mesenterica.

### Estatus actual
La recerca en filogenètica molecular basada en l'anàlisi cladística de les seqüències d'ADN, suggereixen que Tremella és polifilètic (i per tant artificial), aquest gènere no està ben clarament separat d'altres gèneres dins la família  Tremellaceae.

## Descripció
Els cossos fructífers, quan es presenten, són gelatinosos. En algunes espècies són petits (per sota de 5 mm de diàmetre) i de pustulars a pulvinats (forma de coixí). En altres són molt més grossos (fins a 150 mm) i poden ser cefaloformes (amb forma de cervell amb plecs) o foliosos. Moltes espècies de Tremella són paràsits de l'himeni produint espores dins dels cossos fructífers dels seus hostes, i només són visibles al microscopi.

## Hàbitat i distribució
Les espècies són principalment paràsites de fongs (incloent-hi alguns líquens) sobre fusta en podriment d'altres fongs dins dels fílums Ascomycota i Basidiomycota. Com a grup, Tremella té una distribució cosmopolita, encara que algunes espècies tenen una distribució més restringida.

## Espècies i hostes
- Tremella anomala — (Brasil) hoste Hypoxylon spp[5]
- Tremella arachispora — (Camerun) hoste desconegut
- Tremella armeniaca — (Costa Rica) hoste Xylaria spp
- Tremella aurantia — (USA i altres llocs) hoste Stereum hirsutum
- Tremella aurantialba — (Xina) hoste Stereum hirsutum
- Tremella australiensis — (Austràlia) host Stereum spp
- Tremella brasiliensis — (Brasil)
- Tremella callunicola — (Escòcia) hoste Aleurodiscus norvegicus
- Tremella caloceraticola — (Dinamarca) hoste Calocera cornea
- Tremella caloplacae — (Grècia) hoste Caloplaca spp (com Tremella sp. 1)
- Tremella candelariellae — (Luxemburg) hoste Candelariella spp
- Tremella cephalodiicola — (Papua Nova Guinea) hoste Psoroma pannarioides
- Tremella cerebriformis — (Taiwan)
- Tremella cetrariicola — hoste Cetraria spp
- Tremella christiansenii — hoste Physcia spp
- Tremella cinnabarina — (Tahiti)
- Tremella cladoniae — hoste Cladonia spp
- Tremella coalescens —
- Tremella coccocarpiae — hoste Coccocarpia rottleri
- Tremella coffeicolor — (Bermuda) (com T. auricularia)
- Tremella colpomaticola — hoste Colpoma quercinum
- Tremella compacta —
- Tremella coppinsii — (Sarawak) hoste Platismatia spp
- Tremella dendrographae — (USA) hoste Dendrographa minor
- Tremella dactylobasidia — hoste Dendrothele macrosporae
- Tremella discicola — hoste Mollisia and Pyrenopeziza spp
- Tremella dysenterica —
- Tremella encephala — hoste Stereum sanguinolentum
- Tremella everniae — hoste Evernia mesomorpha
- Tremella exigua — hoste Diaporthe spp
- Tremella flava — (Taiwan) hoste Hypoxylon spp
- Tremella foliacea — (Europa) hoste Stereum spp
- Tremella fuciformis — hoste Annulohypoxylon archeri[6][7] and other Annulohypoxylon and/or Hypoxylon spp.
- Tremella fungicola — hoste Mollisia cinerea
- Tremella mesenterica — hoste Peniophora spp